# Tečka
Tečka ( . ) je interpunkční znaménko, které může mít následující významy:

## Lingvistika
- tečka na konci textu – má funkci ukončování jednotlivých vět
V některých písmech/jazycích se jako „tečka“ na konci věty používá jiných znaků, např.
  - čínština, japonština – tečka v podobě kroužku (。, U+3002)
  - hindština, sanskrt (dévanágarí) – znak v podobě svislice – danda (।, U+0964)
  - arménština – znak podobný dvojtečce (։, U+0589)
- označování zkratek
- označování řadových číslovek
- tři tečky za sebou (…) – znak trojtečky (elipsis), označuje takzvanou výpustku

## Matematika
- středová tečka (·) – v matematice pro znázornění násobení
- desetinná tečka – oddělovač desetinných míst, v některých zemích či jazycích (typicky anglofonních)
- oddělovač řádů

## Informatika
- oddělení přípony souboru od jména souboru
- znak s ASCII kódem / entitou 46 / &#46 (dekadicky) nebo 0x2e / &#x2e (šestnáctkově)
- tečková notace – v objektově orientovaném programování syntaktický způsob přístupu k vnořeným částem objektu, k hodnotám a metodám

## Jiné
- uživatelská aplikace od Ministerstvem zdravotnictví ČR, sloužící jako průkaz bezinfekčnosti nemoci covid-19 (Digitální certifikát EU COVID)